# Campionato africano maschile di pallacanestro 1974
Il 7º Campionato Africano Maschile di Pallacanestro FIBA si è svolto dal 5 al 15 aprile 1974 a Bangui nella  Repubblica Centrafricana. Il torneo è stato vinto dalla Repubblica Centrafricana padrone di casa.
I Campionati africani maschili di pallacanestro sono una manifestazione disputata dalle squadre nazionali del continente, organizzata dalla FIBA Africa, all'epoca AFABA.

## Squadre partecipanti
| Gruppo A                                            | Gruppo B                                          |
| --------------------------------------------------- | ------------------------------------------------- |
| - Benin - Mali - Senegal - Somalia - Togo - Tunisia | - Camerun - Rep. Centrafricana - Tanzania - Zaire |

## Classifica finale
| Campione d'Africa | Campione d'Africa | Campione d'Africa                                              |
| --- | ----------------- | -------------------------------------------------------------- |
| Rep. Centrafricana4 Ganabrondji, 5 Ngounio, 6 Pokomandji, 7 Gambor, 8 Wilibozoumna, 9 Sangha, 10 Ngoko, 11 Séréfio, 12 Bimale, 13 Koumbélé, 14 Bengué, 15 Adam, All. Laverne Grussing |                   |                                                                |
| Argento | Senegal           | Template:Senegal di pallacanestro ai campionati africani 1974  |
| Bronzo | Tunisia           | Template:Tunisia di pallacanestro ai campionati africani 1974  |
| 4. | Camerun           | Template:Camerun di pallacanestro ai campionati africani 1974  |
| 5. | Togo              | Template:Togo di pallacanestro ai campionati africani 1974     |
| 6. | Zaire             | Template:Zaire di pallacanestro ai campionati africani 1974    |
| 7. | Mali              | Template:Mali di pallacanestro ai campionati africani 1974     |
| 8. | Tanzania          | Template:Tanzania di pallacanestro ai campionati africani 1974 |
| 9. | Benin             | Template:Benin di pallacanestro ai campionati africani 1974    |
| 10. | Somalia           | Template:Somalia di pallacanestro ai campionati africani 1974  |